# Kelime Çetinkaya
Pour les articles homonymes, voir Aydın (homonymie).
Kelime Aydin Çetinkaya, née le 15 juin 1982 à Kars, est une fondeuse turque.

## Biographie
Aux Jeux olympiques d'hiver de 2002, à Salt Lake City, pour sa première grande compétition, Kelime Çetinkaya court uniquement le sprint, pour une 56e position. Deux ans plus tard, la Turque est au départ de sa première course de Coupe du monde à l'occasion du sprint de Pragelato (46e). Au total, elle compte dix participations à des épreuves de Coupe du monde.
Aux Jeux olympiques d'hiver de 2006, elle obtient son meilleur résultat olympique avec une 49e place sur le trente kilomètres. Ensuite en 2007, 2008 et 2009, elle remporte trois fois la Coupe des Balkans.
Aux Jeux olympiques d'hiver de 2010, à Vancouver, où elle est désignée porte-drapeau de sa délégation elle se classe 60e de la poursuite, 68e du dix kilomètres libre et 53e du sprint classique.
Aux Jeux olympiques d'hiver de 2014, à Sotchi, elle termine 59e du skiathlon, 53e du dix kilomètres classique et 66e du sprint libre, pour sa dernière compétition majeure. Prenant sa retraite sportive à l'issue des jeux, elle devient entraîneuse
.

## Palmarès

### Jeux olympiques d'hiver
| Épreuve / Édition      | Sprint                           | Sprint                           | 10 km                            | 10 km                            | 15 km                            | Poursuite / Skiathlon 2 × 7,5 km | 30 km | Relais | Relais   |
| Épreuve / Édition      | libre                            | classique                        | libre                            | classique                        | 15 km                            | Poursuite / Skiathlon 2 × 7,5 km | 30 km | Sprint | 4 × 5 km |
| JO 2002 Salt Lake City | Épreuve inexistante à cette date | 56e                              | -                                | Épreuve inexistante à cette date | -                                | -                                | -     | —      | -        |
| JO 2006 Turin          | 63e                              | Épreuve inexistante à cette date | Épreuve inexistante à cette date | 52e                              | Épreuve inexistante à cette date | Abandon                          | 49e   | —      | -        |
| JO 2010 Vancouver      | Épreuve inexistante à cette date | 53e                              | 68e                              | Épreuve inexistante à cette date | Épreuve inexistante à cette date | 60e                              | -     | —      | -        |
| JO 2014 Sotchi         | 66e                              | Épreuve inexistante à cette date | Épreuve inexistante à cette date | 53e                              | Épreuve inexistante à cette date | 59e                              | -     | —      | —        |

Légende :
- : pas d'épreuve
- — : Non disputée par Çetinkaya

### Championnats du monde
| Épreuve / Édition           | Sprint                           | Sprint                           | 10 km                            | 10 km                            | 15 km                            | Poursuite / Skiathlon 2 × 7,5 km | 30 km   | Relais | Relais   |
| Épreuve / Édition           | libre                            | classique                        | libre                            | classique                        | 15 km                            | Poursuite / Skiathlon 2 × 7,5 km | 30 km   | Sprint | 4 × 5 km |
| Mondiaux 2003 Val di Fiemme | 54e                              | Épreuve inexistante à cette date | Épreuve inexistante à cette date | 56e                              | 44e                              | 66e                              | -       | -      | -        |
| Mondiaux 2005 Oberstdorf    | Épreuve inexistante à cette date | 66e                              | 67e                              | Épreuve inexistante à cette date | Épreuve inexistante à cette date | Abandon                          | -       | —      | -        |
| Mondiaux 2007 Sapporo       | Épreuve inexistante à cette date | 63e                              | DSQ                              | Épreuve inexistante à cette date | Épreuve inexistante à cette date | Abandon                          | 41e     | —      | -        |
| Mondiaux 2009 Liberec       | 73e                              | Épreuve inexistante à cette date | Épreuve inexistante à cette date | 69e                              | Épreuve inexistante à cette date | Abandon                          | Abandon | -      | -        |